# Liam Cooper
Liam David Ian Cooper (* 30. srpna 1991 Kingston upon Hull) je skotský profesionální fotbalista, který hraje na pozici středního obránce za anglický klub Leeds United FC, jehož je kapitánem, a za skotský národní tým.
Cooper je odchovancem Hullu City, ve kterém debutoval ve věku 16 let. Následně odešel na hostování do Carlisle United a Huddersfield Townu, než se připojil v roce 2012 k Chesterfieldu. Zde pomohl klubu k postupu do League One v roce 2014 a o rok později přestoupil do druholigového Leedsu United. V yorkshirském klubu odehrál přes 200 ligových zápasů a v roce 2020 dovedl, jakožto kapitán, klub do Premier League.
Cooper debutoval ve skotské reprezentaci v roce 2019. Reprezentoval Skotsko na závěrečném turnaji Euro 2020.

## Klubová kariéra

### Hull City
Cooper, který se narodil v Kingstonu upon Hull, se připojil k akademii Hullu City v roce 2002. V klubu debutoval 26. srpna 2008 ve věku 16 let v zápase proti Swansea City v Ligovém poháru a o čtyři dny později podepsal svou první profesionální smlouvu. O rok později se poprvé objevil v základní sestavě utkání v Premier League, a to 26. září 2009 při porážce 6:1 proti Liverpoolu na Anfieldu.
Během následujících tří let se Cooper nedokázal prosadit v A-týmu, v roce 2011 strávil krátké období na hostování v Carlisle United a Huddersfield Townu. Krátce se vrátil do sestavy Hullu City pod trenérem Nickem Barmbym, kde ve stoperské dvojici s Jamesem Chesterem vystřídal zraněného Jacka Hobbse. Když Barmbyho v létě 2012 nahradil na trenérském postu Steve Bruce, tak přednost před Cooperem získal Bruceův syn Alex.

### Chesterfield
Cooper se v listopadu 2012 připojil k čtvrtoligovému Chesterfieldu na krátké hostování. Debutoval při vítězství 6:1 nad Hartlepoolem United v FA Cupu, a skóroval při svém ligovém debutu o dva týdny později při vítězstvím 2:1 nad Oxfordem United. Na začátku roku 2013 přestoupil Cooper do Chesterfieldu na trvalo a v průběhu sezóny 2012/13 odehrál 29 ligových utkání a v lize the Spireites chyběly dva body k postupu do play-off.
Sezóna 2013/14 byla úspěšnou, jak pro Coopera, tak i pro klub. Chesterfield se dostal až do finále EFL Trophy, které na stadionu ve Wembley, v jehož ochozech bylo přes 35 000 fanoušků, nakonec prohrál 1:3 proti Peterborough United. V lize, Cooper vytvořil stoperskou dvojici s Ianem Evattem a pomohl klubu k postupu do League One z prvního místa. Na konci sezóny byl Cooper jmenován do nejlepší jedenáctky soutěže.

### Leeds United
Cooper přestoupil do druholigového Leedsu United 13. srpna 2014 za částku okolo 600 000 liber. Poté, v roce 2020 postoupil s Leedsem do Premier League, získal Chesterfield z prodeje dalších 150 000 liber.
V dresu Leedsu deburoval 16. srpna, když se objevil v základní sestavě ligového utkání proti Middlesbrough. Svoji první branku vstřelil 8. listopadu, když se střelecky prosadil do sítě Blackpoolu při výhře 3:1. Manažer Neil Redfearn ho v polovině jeho první sezóny v klubu pověřil kapitánskou páskou a vytvořil stoperskou dvojici Cooper-Bamba.
V sezóně 2016/17 ztratil místo v základní sestavě, ve které jej nahradili Kyle Bartley a Pontus Jansson. V sestavě se objevoval zřídka a během přelomu let 2016 a 2017 byl vyloučen ve třech utkáních; nejprve 29. prosince v ligovém utkání proti Aston Ville, následně 29. ledna v pohárovém utkání proti Suttonu United a poté 11. února v zápase proti Cardiffu. 4. dubna obdržel trest na šest utkání za zákrok na obránce Readingu Reece Oxforda. V následující sezóně se vrátil zpátky do základní sestavy, nicméně ve 30 ligových zápasech byl dvakrát vyloučen, včetně utkání proti Millwallu; v 37. minutě dostal přímou červenou kartu a následně dostal trest na čtyři ligová utkání.
Cooper si udržel kapitánskou pásku i po překvapivém jmenování Marcela Bielsy hlavním trenérem Leedsu v létě roku 2018. V prvním zápase pod novým trenérem se Cooper střelecky prosadil při vítězství 3:1 nad Stoke City. Leeds v sezóně skončili na třetí příčce, zaručující postup do play-off, ve kterém však nestačili na Derby County v semifinále. Navzdory neuspokojivému konci sezóny byl Cooper zařazen do nejlepší jedenáctky EFL Championship.
V září 2019 podepsal s klubem novou pětiletou smlouvu. 11. února 2020 vstřelil Cooper důležitou vyrovnávací branku při remíze 1:1 proti Brentfordu, který byl jedním z konkurentů Leedsu ve špičce ligové tabulky. V sezóně, která byla narušená pandemií covidu-19, pomohl Leedsu k postupu do Premier League z prvního místa. Cooper se stal prvním kapitánem Leedsu United, který dovedl svůj tým k postupu do nejvyšší soutěže od roku 1990, kdy se to podařilo Gordonu Strachanovi. Cooper si také udržel své místo v nejlepší jedenáctce soutěže.

#### Premier League
Cooper se 19. září 2020 poprvé objevil v základní sestavě utkání v Premier League od září 2009 při vítězství 4:3 nad Fulhamem. Mezi oběma starty uplynulo 10 let a 359 dní, čímž stanovil nový rekord Premier League. Následující zápas proti Sheffieldu United byl jeho 200. utkáním v klubu a stal se prvním hráčem v klubu od roku 2012, který dosáhl této hranice (v téže sezóně se totéž podařilo ještě dvojici Stuart Dallas a Kalvin Phillips). Svůj první gól v nejvyšší soutěži vstřelil 20. prosince, a to při prohře 2:6 proti Manchesteru United.

## Reprezentační kariéra
Cooper měl možnost reprezentovat Anglii poté, co se narodil v Hullu, a také Skotsko prostřednictvím svého dědečka z otcovy strany, který se narodil ve městě Bo'ness v Západním Lothianu. Během svého působení v akademii Hullu City se rozhodl reprezentovat Skotsko a debutoval v reprezentaci do 17 let v březnu 2008.
Cooper obdržel svou první pozvánku do seniorské reprezentace 10. března 2016 na přátelský zápas proti Dánsku, ale na svůj debut při porážce 1:2 proti Rusku si musel počkat více než tři roky, a to do 6. září 2019. Stal se pravidelným členem základní sestavy v roce 2020 a odehrál celých 120 minut semifinále play-off na Euro 2020 proti Izraeli, které Skotsko vyhrálo 5:3 na penalty po remíze 0:0. Kvůli svalovému zranění musel vynechat finále proti Srbsku, které Skotsko opět vyhrálo na penalty a kvalifikovalo se na závěrečný turnaj Euro 2020. Cooper odehrál celý první zápas na turnaji proti České republice v Hampden Parku, prohře 0:2 však zabránit nedokázal a zbylá dvě utkání základní skupiny zůstal na lavičce náhradníků.

## Statistiky

### Klubové
K 17. říjnu 2021
| Klub                      | Sezóna  | Liga           | Liga   | Liga | FA Cup | FA Cup | EFL Cup | EFL Cup | Ostatní | Ostatní | Celkem | Celkem |
| Klub                      | Sezóna  | Liga           | Zápasy | Góly | Zápasy | Góly   | Zápasy  | Góly    | Zápasy  | Góly    | Zápasy | Góly   |
| ------------------------- | ------- | -------------- | ------ | ---- | ------ | ------ | ------- | ------- | ------- | ------- | ------ | ------ |
| Hull City                 | 2008/09 | Premier League | 0      | 0    | 0      | 0      | 1       | 0       | 0       | 0       | 1      | 0      |
| Hull City                 | 2009/10 | Premier League | 2      | 0    | 0      | 0      | 2       | 0       | 0       | 0       | 4      | 0      |
| Hull City                 | 2010/11 | Championship   | 2      | 0    | 0      | 0      | 1       | 0       | —       | —       | 3      | 0      |
| Hull City                 | 2011/12 | Championship   | 7      | 0    | 2      | 0      | 0       | 0       | —       | —       | 9      | 0      |
| Hull City                 | Celkem  | Celkem         | 11     | 0    | 2      | 0      | 4       | 0       | 0       | 0       | 17     | 0      |
| Carlisle United (host.)   | 2010/11 | League One     | 6      | 1    | 0      | 0      | 0       | 0       | 1       | 0       | 7      | 1      |
| Huddersfield Town (host.) | 2011/12 | League One     | 4      | 0    | 0      | 0      | 1       | 0       | 2       | 0       | 7      | 0      |
| Chesterfield              | 2012/13 | League Two     | 29     | 2    | 2      | 1      | 0       | 0       | 0       | 0       | 31     | 3      |
| Chesterfield              | 2013/14 | League Two     | 41     | 3    | 1      | 0      | 0       | 0       | 6       | 0       | 48     | 3      |
| Chesterfield              | 2014/15 | League One     | 1      | 0    | 0      | 0      | 0       | 0       | 0       | 0       | 1      | 0      |
| Chesterfield              | Celkem  | Celkem         | 71     | 5    | 3      | 1      | 0       | 0       | 6       | 0       | 80     | 6      |
| Leeds United              | 2014/15 | Championship   | 29     | 1    | 1      | 0      | 1       | 0       | —       | —       | 31     | 1      |
| Leeds United              | 2015/16 | Championship   | 39     | 1    | 1      | 0      | 1       | 0       | —       | —       | 41     | 1      |
| Leeds United              | 2016/17 | Championship   | 11     | 0    | 2      | 0      | 5       | 0       | —       | —       | 18     | 0      |
| Leeds United              | 2017/18 | Championship   | 30     | 1    | 1      | 0      | 1       | 0       | —       | —       | 32     | 1      |
| Leeds United              | 2018/19 | Championship   | 38     | 3    | 0      | 0      | 0       | 0       | —       | —       | 38     | 3      |
| Leeds United              | 2019/20 | Championship   | 38     | 2    | 0      | 0      | 0       | 0       | —       | —       | 38     | 2      |
| Leeds United              | 2020/21 | Premier League | 25     | 1    | 1      | 0      | 0       | 0       | —       | —       | 26     | 1      |
| Leeds United              | 2021/22 | Premier League | 8      | 0    | 0      | 0      | 0       | 0       | —       | —       | 8      | 0      |
| Leeds United              | Celkem  | Celkem         | 218    | 9    | 6      | 0      | 8       | 0       | —       | —       | 232    | 9      |
| Celkem                    | Celkem  | Celkem         | 310    | 15   | 11     | 1      | 13      | 0       | 9       | 0       | 343    | 15     |

### Reprezentační
K 17. říjnu 2021
| Skotsko | Skotsko | Skotsko |
| Rok     | Zápasy  | Góly    |
| ------- | ------- | ------- |
| 2019    | 2       | 0       |
| 2020    | 3       | 0       |
| 2021    | 6       | 0       |
| Celkem  | 11      | 0       |

## Ocenění

### Klubové

#### Chesterfield
- EFL League Two: 2013/14[43]

#### Leeds United
- EFL Championship: 2019/20[44]

### Individuální
- Jedenáctka sezóny EFL Championship: 2018/19,[45][26] 2019/20[46]
- Jedenáctka sezóny EFL League Two: 2013/14[47]